# نام فان
نام فـان (بالإنجليزية: Nam Phan) (13 مارس 1983 بويستمينستير في الولايات المتحدة - ) هو فنان قتال مختلط ولاعب كاراتيه وملاكم أمريكي، صنّف ضمن فئة الوزن المتوسط الخفيف ‏.

## روابط خارجية
- نام فـان على موقع IMDb (الإنجليزية)
- نام فـان على موقع بوكس ريك (الإنجليزية) (registration required)
- نام فـان على موقع بيلاتور (الإنجليزية)
- نام فـان على موقع شيردوغ (الإنجليزية)
- نام فـان على موقع Tapology.com (الإنجليزية)